# Robert Savoie
Robert Savoie (* 21. April 1927 in Montreal; † 14. September 2007 ebenda) war ein kanadischer Opernsänger (Bariton) und Gesangspädagoge.

## Leben und Wirken
Savoie studierte fünf Jahre bei Pauline Donalda und debütierte 1948 mit deren Opera Guild als Zweiter Philister in Samson et Dalila. Nachdem er vier Jahre lang Nebenrollen in der Kompanie gesungen hatte, ging er nach Mailand und setzte dort seine Ausbildung bei Antonio Narducci fort. Sein Debüt in Mailand hatte er als  Scarpia in Tosca am Teatro Nuevo.
1954 kehrte er nach Kanada zurück. Dort trat er im Rundfunk und Fernsehen auf, sang mit der Opera Guild den Rodrigo in Don Carlo (1956), die Titelrolle in Falstaff (1958), den Leporello in Don Giovanni (1964), den Sharpless in Madama Butterfly (1965 und 1969), den Marcello in La Bohème (1966), den Figaro in Die Hochzeit des Figaro (1967) und die Titelrolle in Der Barbier von Sevilla (1968). Er nahm an mehreren Produktionen der Montreal Fesativals teil, sang bei der Expo 67 den Valentin in Faust, nahm 1968 am Stratford Festival und 1977 am Festival Ottawa teil. An der Opéra du Québec trat er in der Saison 1973–1974 in Produktionen von Don Giovanni, Manon, Falstaff und Madama Butterfly teil.
Von 1961 bis 1966 war Savoie an der Covent Garden Opera engagiert, wo er u. a. den Schaunard in La Bohème und die Titelrolle in Rigoletto sang. Er trat außerdem an Sadler’s Wells und der Scottish Opera (1965–1967), in Toulouse in Prokofjews Der Spieler und in Johannisburg auf.
Beim ORTF war er 1969 Solist in Roger Mattons Te Deum, 1970 tourte er mit einer Produktion des Don Quichotte als Sancho Pansa neben Joseph Rouleau in der Titelrolle durch Südfrankreich. Zur Einweihung des John F. Kennedy Center for the Performing Arts in Washington 1971 sang er den Falstaff, und im Folgejahr trat er an der Carnegie Hall in La damnation de Faust auf. Bei der BBC sang er in der französischen Originalversion von Don Carlos den Rodrigo an der Seite von Édith Tremblay, André Turp, Émile Belcourt und Joseph Rouleau. Ab 1981 zog er sich von der Bühne zurück und trat nur noch als Konzertsänger auf.
Ab 1976 war Savoie als künstlerischer Leiter das Arrondissements Lachine für die Kulturprogramme verantwortlich. Er leitete ab 1985 das Festival de musique de Lachine und gründete die Société des concerts Lachine. Von 1977 bis 1980 war er Vizepräsident des Mouvement d’action pour l’art lyrique du Québec. Mit André Turp und Joseph Rouleau unterstützte er die Gründung der Opéra de Montréal und des Orchestre métropolitain, dessen Präsident er von 1981 bis 1985 war. Daneben gab er Meisterklassen in den USA und Kanada und unterrichtete Gesang an der McGill University.
Savoie wurde 1991 zum Chevalier des Ordre de la Pléiade ernannt und 2002 zum Officer des Order of Canada. 1998 veröffentlichte er eine Autobiographie unter dem Titel Figaro-ci, Figaro-là : mémoires d’un baryton voyageur. Er war der Bruder des Pianisten André-Sébastien Savoie und Onkel des Sängers Gaétan Laperrière.